# Il Quadragesimale de Contemptu Mundi
Il Quadragesimale de Contemptu Mundi è un'opera attribuita al predicatore Fra' Bartolomeo da Pisa che nasce verso la fine del Medioevo, nel 1397, e viene stampata nel 1498, quando l'arte della stampa è ancora agli albori.
Come si deduce subito dal suo titolo, è una quaresima che Fra' Bartolomeo ha predicato nel 1397, probabilmente a Milano, come si potrebbe pensare da una frase della prefazione che l'editore pone all'inizio dell'incunabolo.
In essa si trova traccia, oltre che dell'insegnamento di San Francesco, anche degli apporti di un altro grande maestro della scuola francescana, San Bonaventura da Bagnoregio;
un'altra traccia molto profonda, che si può rilevare in questo Quadragesimale, è quella del pensiero neoplatonico ed agostiniano, tipici della scuola francescana fin dagli inizi.

## Vita di Fra' Bartolomeo
Non sono molte le notizie riguardanti la vita di Fra' Bartolomeo di Rinonico o da Pisa; molte volte è stato confuso o con il francescano Bartolomeo Albizi o con il domenicano Bartolomeo da San Concordio oppure con un medico pisano di nome Bartolomeo.
Non si hanno notizie circa la data della sua nascita e del suo ingresso nell'Ordine dei Frati Minori; possiamo però ipotizzare l'anno di nascita, se si dà fede all'affermazione di G. Sainati che lo vuole morto, nell'anno 1401, all'età di quasi cento anni.
Tutti coloro che ci parlano di lui, sono concordi sul fatto che fosse maestro in teologia e grande predicatore.
Nasce da famiglia nobile, che N.Papini, nella sua opera Etruria Francescana, dice provenire da Renonico, castello del distretto di Pisa.
Studia a Bologna e, nel 1375, viene nominato maestro di teologia.
Insegna a Pisa e Firenze e di lui si dice anche che fosse molto rigido nell'osservanza della regola dei frati minori e che si fosse opposto all'abbellimento della chiesa di Pisa, giudicando tali opere contrarie allo spirito francescano di povertà.

## La "sequela Christi" nel Quadragesimale de Contemptu Mundi

### Suddivisione dell'opera
Se diamo uno sguardo agli argomenti trattati nel quadragesimale, che possiamo desumere dai titoli delle varie prediche, appare subito evidente una suddivisione in tre parti principali:
- la prima, che inizia con il giorno delle Ceneri e termina il sabato che precede la domenica delle Palme, tratta della conversione del cristiano, della fuga dalle cose del mondo e dei motivi che possono indurre l'uomo ad abbracciare o a rifuggire il mondo;
- nella seconda parte, che va dalla domenica delle Palme al sabato santo, l'autore mostra come il cristiano che ha abbandonato il mondo viva le virtù e sia ripieno dell'amore che portò Cristo sulla croce, ed associato alla sua passione;
- infine, nella terza parte, che va dalla domenica di Risurrezione alla domenica in Albis, viene presentata l'anima che, risorta con Cristo, arriva a conoscere Dio, a godere della beatitudine.

Queste tre parti cono chiamate rispettivamente mondo sensibile, microcosmo e archetipo; questa triplice ripartizione dà anche il titolo all'opera: Quadragesimale magistri Barthoomei de Pisis ordinis minorum de contemptu mundi: sive de triplici mundo Sensibilis sive microcosmo et Archetypo Guardando bene a questa suddivisione, vengono immediatamente in mente le tre vie in cui San Bonaventura suddivide la vita spirituale: la via purgativa, la via illuminativa e la via perfettiva.

### Le tappe di un cammino
Analizzando più da vicino l'opera in questione, possiamo cercare di capire quale è il cammino proposto al fedele per arrivare, nel giorno di Pasqua, a godere dell'unione con Dio. Le tre tappe proposte dall'autore sono le seguenti:
- de mundo sensibili;
- de mundo microcosmo;
- de mundo archetypo.

#### De mundo sensibili: la conversione
Questa prima parte si compone di quarantaquattro sermones:
Sermo 1: De primo motivo inducente mundano homines ad mundum amplexandus quod est carnis ingluvies, sive gulla.
Sermo 2: De secundo motivo inducente homines mundanos ad mundum imittandum sive Ocio sive accidia.
Sermo 3: De tertio motivo impediente mundi contemptum sive ira sive iracundia.
Sermo 4: De quarto motivo inducente homines ad mundi amplexum scilicet de delectatione mundi.
Sermo 5: De quinto motivo inducente homines ad mundum diligendum sive predestinatione.
Sermo 6: De sexto motivo inducente homines mundanos ad mundum imitandum sive appetitum dominij.
Sermo 7: De 7 motivo inducente ad totalem complexus sive interitu animae post separatione a corpore.
Sermo 8: De 8 motivo inducente ad mundum diligendum sive avaritia.
Sermo 9: De 9 motivo inducente ad mundum diligendum sive appetitu laudis et famae.
Sermo 10: De 10 motivo inducente mundanos homines ad mundi complexum sive dyaboli impugnatione.
Sermo 11: De undecimo impediente mundi contemptum sive pusilani mitate sive imbecilitate et impotentia.
Sermo 12: De duodecimo inductivo ad mundum complexum sive ignorantia.
Sermo 13: De 13 inductivo et ultimo inducente homines ad mundum amplexum sive incontinentia carnis sive luxuria.
Sermo 14: De primo inductivo ad mundum contemptendum sive de pace.
Sermo 15: De secundo inductivo ad mundi contemptum scilicet veritas cognitione.
Sermo 16: De 3 inductivo ad mundi contemptum scilicet sui ipsius cognitione.
Sermo 17: De quarto inductivo ad mundi contemptum sive ad Deum conformatione per virtutes.
Sermo 18: De 5 inductivo ad mundi contemptum sive mortis et penarum inferni cogitatione.
Sermo 19: De 6 inductivo ad mundi dimissionem et contemptum sive boni operatione.
Sermo 20: De 7 inductivo ad mundi dimissionem sive bona coscientia et feliciter vivere.
Sermo 21: De 8 motivo inductivo ad mundi dimissionem sive dilectione Dei.
Sermo 22: De triumpho contra hostes nostrum scilicet dyabolum.
Sermo 23: De 10 inductivo ad contemptum mundi sive periculos evitatione.
Sermo 24: De 10 motivo inducente ad mundum contemptum sive oratione.
Sermo 25: De 12 motivo ad mundi contemptum sive ritentione vite sane.
Sermo 26: De 13 motivo inducente ad mundi contemptum sive vite sancte refulgentia.
Sermo 27: De primo bono quod obtinent mundi contemptores sive illuminatione a Deo.
Sermo 28: De secundo bono quod consequit mundi contemptores sive speciali a Deo defensione.
Sermo 29: De 14 motivo et ultimo inductivo ad mundi contemptum sive libertatis conservatione.
Sermo 30: De tertio bono quod consequuntur mundi contemptores sive a Deo refectione et ricreatione.
Sermo 31: De 4 bono quod consequuntur mundi contemptores sive emundatione a peccatis.
Sermo 32: De 5 bono quod consequuntur mundi comptentores sive regulatione et ordinatione a Deo.
Sermo 33: De 6 bono et utili ex mundi abdicatione adepto sive in adversitatibus roboratione.
Sermo 34: De 7 bono quod habet contemptendens mundum sive evocatione ad statum et vita gratiae.
Sermo 35: De 8 bono et utili quod habent mundi contemptores ex ipsius abnegatione sive ad amatione eius a Deo
Sermo 36: De nono bono quod consequuntur mundi contemptores ex mundi abdicatione sive preservatione a peccato.
Sermo 37: De 10 bono et utili quod consequuntur contemptores mundi sive animatione ad ardua et difficilia [...] agenda.
Sermo 37: De 11 bono et utili quod consequuntur Homines ex mundi contemptu sive magnitudine eiusdem.
Sermo 38: De 12 bono et utili quod consequitur mundi contemptores sive dei multi quietatione.
Sermo 39: De 13 bono quod consequitur mundi contemptores ex mundi abdicatione sive mortificatione a desiderijs mundanis.
Sermo 40: De 14 bono quod consequitur homo ex mundi contemptu scilicet copulatione contemptoris ad Deum.
Sermo 41: De 15 bono quod consequitur mundi contemptor mundi sive obtentione venie a peccato.
Sermo 42: De 16 bono quod consequitur mundi contemptor ex abnegatione mundi sive exultatione in adversis.
Sermo 43: ...
Sermo 44: De exaltatione a Deo ex mundi contemptu.
Questa prima tappa del cammino del cristiano verso Dio, la via purgativa o la tappa della conversione, appare chiaramente caratterizzata da quattro momenti ben distinti tra loro:
- Sermones 1-13: in questa fase, il cristiano è chiamato a rendersi conto che la sua natura umana lo attira su una strada, quella del mondo, contraria ai desideri ed ai progetti di Dio. È interessante soffermarsi a vedere i termini che sono stati usati per descrivere l'azione di queste forze sulla creatura debole e tendenzialmente peccatrice:mundum amplexum, mundum imitandum, mundum diligendum, totalem complexum. Potremmo tranquillamente sostituire il termine mondo con diavolo o Satana ed il senso della frase non cambierebbe assolutamente; il mondo è visto come una potenza personificata che attrae, seduce la povera e debole anima peccatrice e la conduce irrimediabilmente all'interitu animae post separationem a corpore[12] indubbiamente, con una visione del mondo di questo tipo, c'è poco da essere ottimisti: l'unica cosa possibile, se si vuole salvare l'anima, è fuggire dal mondo ed averne paura.

Anche quando parla degli uomini, essi sono sempre visti in un'ottica negativa: sono gli homines carnales, mundanos, che hanno girato le spalle a Dio, per seguire le suggestioni del maligno ed i suoi inganni; anche quando vengono chiamati semplicemente uomini, senza altri aggettivi che li qualifichino, l'autore li pensa sempre come peccatori.
Quindi, come primo presupposto indispensabile per poter iniziare questo cammino di ritorno a Dio, che si concretizzerà nel giorno di Pasqua, l'uomo deve rendersi conto che è nel peccato e che si sente da questo attratto in maniera troppo forte per sfuggirgli con le sue sole forze; questo peccato viene anche specificato: la gola, l'accidia, l'ira, la fame di potere, l'avarizia, il bisogno di lode e di fama, i piaceri del mondo.
- Sermones 14-26 ed il 29: a questo punto, cioè quando l'uomo si è reso conto di trovarsi sulla strada della perdizione, Fra' Bartolomeo passa ad elencare i motivi che inducono il cristiano, ormai ravveduto, ad intraprendere la strada per il ritorno a Dio, la conversio ad Deum.

Anche qui sono 13 i sermones che illustrano queste motivazioni, intercalati dal sermo 22, che si alza quasi come un grido di trionfo per questa scelta, ormai fatta, da cui non si torna indietro; questo è intitolato infatti: Il trionfo contro il nostro nemico, ovviamente (scilicet) il diavolo.
Analizziamo le cause che inducono il cristiano al contemptu mundi: la pace, la conoscenza della verità, qui intesa come progetto di Dio per l'uomo sua creatura; la conoscenza di se stessi e quindi del proprio bisogno di Dio e del nostro anelito a lui; il conformarci a Dio attraverso la pratica delle virtù, è un esercizio spirituale, questo, che aumenta il desiderio dell'anima di progredire verso Dio; la paura delle pene dell'inferno; l'agire bene; il dilettarsi di Dio; la prudenza nell'evitare i pericoli spirituali; la preghiera; il condurre una vita 'sana'; il poter conservare la libertà.
Anche in questo caso è interessante vedere con quali termini sia descritta la decisione del fedele di ritornare al suo Dio: contemptu mundi e  mundi dimissionem, mentre i soggetti di questa 'fuga', non sono più gli homines ma i mundi contemptores. Questa terminologia è abbastanza illuminante, in quanto ribadisce quella negatività delle cose create e l'unico atteggiamento possibile di fronte ad esse.
- Sermones 27-28 e 30-43: in questa parte sono elencati i beni spirituali che i mundi contemptores conseguono una volta fuggito il mondo. Essi sono l'illuminazione ed una speciale difesa (dal maligno) da parte di Dio; il riposo in Dio; la purificazione dai peccati; l'ordinamento di tutta la propria vita a Dio; il rafforzamento nelle avversità della vita terrena (sempre dovute all'opera del maligno ed alla natura fallibile dell'uomo fatto di carne); l'inizio dello stato di grazia, quasi un pregustare già qui sulla terra la gloria futura; l'essere amati da Dio; la capacità di agire nelle situazioni difficili, animandole, portandoci vita; la preservazione dal peccato; il ritrovare la propria vera grandezza; il vedere acquietati e sopiti i vari istinti della 'carne'; la mortificazione dei desideri mondani; l'unione intima con Dio; l'essere riparati dal peccato veniale; il successo nelle avversità.

In questa fase del cammino di conversione. L'unico protagonista attivo è Dio, con la sua grazia che quasi circonda l'uomo e lo isola da questo mondo facendolo vivere sereno e tranquillo nella sua pace; il cristiano deve solo accettare, con animo grato e riconoscente, questo suo ruolo che sostanzialmente resta passivo.
- Sermo 44: Tutto questo cammino di purificazione, di riconoscimento di Dio come unico e vero bene che l'uomo deve perseguire, ha come risultato ultimo l'essere esaltati da parte di Dio, come premio e meta di questa strada intrapresa e percorsa.

#### De mundo microcosmo: vivere nella luce di Cristo
Questa seconda tappa del cammino spirituale del cristiano in preparazione alla Pasqua si suddivide in otto sermones:
Sermo 45: De originatione humilitatis in homine.
Sermo 45: De effectibus sive signis humilitatis.
Sermo 47: De secundo ordinativo minoris mundi sive exercitio operum virtuosorum.
Sermo 48: De 3 ordinativo minoris mundi sive adornatione virtutum.
Sermo 50: De 4 ordinativo minoris mundi scilicet probatione adversitatis.
Sermo 51: De 5 ordinativo minoris mundi sive inflamatione caritatis vel de eucharestia.
Sermo 51: De sexto ordinativo minoris mundi scilicet transformatione hominis in Deum per meditationem passionis Jesu Christi.
Sermo 52: Quo modo minor mundus ordinatus recte vivat et in divina gratia perseveret.
In questa seconda tappa del suo cammino spirituale, il cristiano, che ormai ha abbandonato il mondo, entra nella vita delle virtù. La grazia lo porta a vivere la virtù dell'umiltà e a vedere nella sua vita i segni dell'esercizio di questa virtù. Egli diviene minore nel mondo e tutta la sua vita è ordinata a vivere in questo nuovo stato, adornata dai fiori spirituali che sono le virtù, e provata dalle avversità. L'anima fedele viene accomunata alla passione del Cristo e, attraverso la meditazione di questa, l'uomo è trasformato in Dio.
In questa fase possiamo vedere come Cristo svolga la stessa funzione descritta da San Bonaventura nell'Itinerarium mentis in Deum, cioè quella di porta, attraverso cui l'uomo ha accesso nel piano soprannaturale della grazia. È attraverso la contemplazione e la meditazione di questi misteri che il fedele viene illuminato ed accomunato alla passione e morte del Cristo così da potere, con Lui, risorgere alla visione beatifica di Dio nella sua realtà intima.
Il fedele che compie questo cammino, vive rettamente e persevera nella grazia; egli è ormai di un altro mondo anche se deve continuare a vivere in questa realtà terrena a cui però non appartiene più essendo ormai ordinato, con tutto il suo essere, alle realtà celesti. I sermones di questa seconda parte vanno dalla domenica delle Palme al Sabato santo.

#### De mundo archetypo: la conoscenza di Dio in sé
Quest'ultima parte consta di sei sermones che descrivono l'ultima tappa di questo cammino di ascesa a Dio:
Sermo 53: De cognitione Dei.
Sermo 54: De cognitione Dei.
Sermo 55: De cognitione Dei.
Sermo 56: De quantitate Dei.
Sermo 57: De qualitate Dei.
Sermo 58: De summo bono sive Deo et per consequens beatitudine.
Ormai l'uomo ha compiuto tutto il suo cammino ed è entrato nell'ordine soprannaturale della grazia. Egli è ormai in grado di conoscere la realtà più intima e profonda di Dio.
La terminologia che viene usata risente in modo molto forte delle categorie di pensiero platoniche e neoplatoniche, tipiche del pensiero agostiniano e francescano. La conoscenza di cui si parla in questa terza parte, e a cui ha accesso il credente, è una conoscenza di tipo speculativo ed affettivo.
Certamente rimane sempre il limite della carne, che non permette di rendere completa questa conoscenza di Dio da parte dell'uomo ma,in ogni caso, gli vengono anticipati già in questa vita i beni di cui potrà godere in pienezza una volta superata la barriera della carne che ancora lo separa da Dio e lo costringe a lottare per non perdersi nel deserto di questo mondo, ostile e alienante dal progetto di salvezza di Dio sull'uomo.

### UnaSequela Christia misura del monaco
Il programma di vita che il nostro autore propone ai cristiani è molto impegnativo; viene allora da chiedersi, almeno per il cristiano medio che è costretto a vivere nel mondo e a cercare, all'interno di esso, di tirare avanti la sua vita il più dignitosamente possibile, se sia possibile salvarsi, avere accesso ad una salvezza che richiede delle scelte di vita estremamente radicali ed apparentemente impossibili se non a chi non abbia scelto di lasciare tutto per farsi monaco o frate.
La risposta è evidente: solo il frate o il monaco possono realizzare in pieno la loro vita di sequela del Signore in quanto hanno abbandonato le ricchezze e le vanità del mondo ed hanno scelto di nudi sequere Christum nudum.
È la visione medievale della sequela Christi, una visione della vita e della salvezza che esige di considerare con disprezzo supremo tutte le realtà mondane e rifiutarle in blocco. Al laico, quindi, rimane solo da sperare nella misericordia di Dio nell'ultimo giorno, perché è impossibile per lui operare quelle scelte di rinuncia che sono necessarie per intraprendere un cammino di vera ascesa a Dio e quindi di santificazione; non a caso tutti i santi di questo periodo, ed anche dei secoli seguenti, sono stati dei religiosi o monache di clausura, tranne pochissimi ed isolati casi.
Questa visione negativa della vita laicale porterà da una parte ad una visione eccessivamente idealizzata della figura del religioso, soprattutto degli ordini mendicanti che sono in questo momento al culmine del loro apogeo, in quanto sono gli unici che sembrano avere la possibilità di fare questa esperienza di Dio, mentre da un'altra parte porterà, nei secoli seguenti, alla nascita dell'Umanesimo che cercherà di rivalorizzare la figura dell'uomo che usciva veramente sminuita da una simile concezione del creato.

### Giudizio sul mondo e le realtà create
Se l'immagine di uomo che esce da questa opera è negativa, tanto più lo sarà quella del mondo e del creato in genere.
Abbiamo già visto come quando Fra' Bartolomeo parla del mondo, lo intende sempre come sinonimo di diavolo, di tentatore. Le cose del mondo attraggono l'uomo debole e peccatore e lo seducono portandolo su una strada contraria ai voleri di Dio, ispirano in lui desiderio di dominio, cercano di fargli dimenticare il Dio da cui e per cui è stato creato e a cui dovrebbe tendere e che dovrebbe rappresentare il suo unico interesse e centro di tutti i suoi desideri. Le parole della Genesi con cui Dio giudicava la creazione cosa buona e giusta sono completamente dimenticate; il peccato dell'uomo ha fatto della creazione uno strumento di Satana e delle potenze del male, che se ne servono per rendere schiavo l'uomo, lusingandolo con false promesse di una gioia e felicità, che mai saranno possibili qui sulla terra, ma solo in cielo o qui su questo mondo se vivremo come estranei e pellegrini su di esso.

### La cristologia e la teologia che ne emergono
La cristologia che possiamo ricavare da quest'opera è essenzialmente una cristologia dall'alto. Il Cristo di cui si parla nel Quadragesimale è sempre il Cristo che, ormai, siede glorioso alla destra di Dio e che verrà un giorno a giudicare il mondo. Certamente, anche l'immagine di Dio che emerge da quest'opera, non è certamente quella di un Padre misericordioso (anche se questo è uno degli attributi che gli vengono conferiti nel sermo 57), quanto piuttosto quella di un giudice imparziale che accoglie o rifiuta l'essere umano a seconda delle scelte che questi compie. Le scelte che l'uomo deve compiere, per vivere la sua vita di fedele, non sono originate da una risposta di amore all'amore del Padre verso di me, quanto piuttosto da un dovere di giustizia verso il Dio che ci ha creati e redenti mandando il Figlio suo nel mondo a morire per i nostri peccati e meritarci così la salvezza, ma che punisce con le fiamme dell'inferno che gli volge le spalle per seguire i propri desideri e le proprie inclinazioni. È il principio legalistico affermato da Sant'Anselmo e che per molti secoli è stato considerato giusto e valido in tutta la cristianità, e che, ancora oggi, è ritenuto da molti valido e motivante la scelta di servire Dio.

### Fonti
- Fonti Francescane, Padova 1980.
- Fra' Bartolomeo da Pisa, Quadragesimale de contemptu mundi sive triplici mundo Sensibili, Microcosmo, Archetypo, Milano 1498.
- San Bonaventura, Opera Omnia, vol.11, Quaracchi 1882 - 1902